# Bronisław Kubicki
Bronisław Kubicki (ur. 4 czerwca 1922 w Ostrowcu Św., zm. 1980 w Ostrowcu Św.) – polski pięściarz i trener bokserski, brązowy medalista mistrzostw Polski.
W 1937 roku był bokserem Strzelca Ostrowiec Św., następnie walczył w KSZO Ostrowiec Św.. Początkowo rywalizował w wadze koguciej – stoczył w niej 11 zwycięskich pojedynków. W trakcie II wojny światowej był pracownikiem Zakładów Ostrowieckich (wydział montowni). Po zakończeniu działań wojennych odbywał służbę wojskową. W marcu 1947 rozpoczął treningi w klubie Zryw Ostrowiec Św, później trafił do Gwardii Kielce. To w jej barwach osiągnął swój największy sukces jako zawodnik – w 1948 roku podczas mistrzostw Polski w Warszawie wywalczył brązowy medal w wadze półciężkiej (10 kwietnia przegrał na punkty w półfinale z Archadzkim). Ponadto w 1948 wystąpił w meczu drugiej reprezentacji Polski – w Szczecinie walczył w spotkaniu z Węgrami.
W latach 1947–1951 pięciokrotnie został mistrzem okręgu kieleckiego. W tym okresie klasyfikowany był przez Polski Związek Bokserski w pierwszej piątce najlepszych pięściarzy wagi półciężkiej (w 1948 drugi za Franciszkiem Szymurą). Po odejściu z Gwardii Kielce walczył w barwach KSZO Ostrowiec Św. W 1951 zdobył wicemistrzostwo Polski Zrzeszenia Sportowego Stal. Karierę bokserską zakończył w 1956 roku. Trzy lata wcześniej ukończył kurs trenera II klasy. Następnie przez wiele lat szkolił pięściarzy KSZO. W 1973 roku wraz z Antonim Słomińskim wprowadził ten zespół do II ligi (pierwszy awans w historii klubu, po roku zespół został zdegradowany).
W październiku 2010 roku odbył się w Ostrowcu Św. XV Memoriał im. Bronisława Kubickiego. Jest to największy turniej bokserski w regionie.